# Lady Divine
Pistes de En pièces détachées
Je peux te faire l'amour Chez madame Lolita
Lady Divine est une chanson de Johnny Hallyday, présente sur l'album En pièces détachées, sorti en 1981. Michel Mallory est l'auteur des paroles, la musique est de Johnny Hallyday.

## Histoire
Lady divine, initialement devait s'intituler Lady Cocaïne, mais à la demande de la maison de disques, elle est renommée et son texte légèrement remanié, afin d'arrondir quelque peu les angles. Le chanteur n'a que rarement aborder le thème de la drogue, on ne lui connaît que deux précédents : Voyage au pays des vivants en 1969 et Fais ce que je dis (pas ce que je fais) en 1979 (encore leurs propos ne sont pas exclusivement consacrés à la drogue, contrairement à Lady Divine). Comme ces deux chansons, Lady divine loin d'être une apologie des substances illicites, se veut une mise en garde contre cette « fausse amie qui enchaîne ». 
« J'n'ai pas un gramme d'excuse, Je suis coupable de t'aimer, Et tous ceux qui m'accusent, N'ont jamais dû te rencontrer,
Mon envie ma détresse, Mon secret mon péché, Ma folie mon ivresse, Mais où veux-tu donc m'emmener ? »
(texte Michel Mallory, extrait)
Quelques jours après la sortie de l'album, Johnny Hallyday part sur les routes en tournée de promotion, du 2 février au 24 mars. Accompagné par un nouveau groupe, le Night Rider Band (anciens musiciens d'Elton John), le chanteur propose un récital qui inclut cinq des dix titres du nouveau disque. 
Lady Divine y est chanté sans la censure imposée à la version studio et les « Lady cocaïne » qui parsèment les couplets, prennent le pas sur les  « lady divine » initiaux :
Filmé pour la télévision, au cours de l'été le spectacle est diffusé sur Antenne 2, dans son intégralité, exception faites de Lady Divine indésirable sur le petit écran.

## Discographie
1981 :
- 30 janvier : 33 tours Philips 6313126[1] En pièces détachées
- avril : double 33 tours Philips 6622013[3] Live